# Ana Betancour
Ana Camilla Errandonea Betancour, född 13 januari 1963 i Montevideo i Uruguay, är en svensk arkitekt.
Ana Betancour avlade arkitektexamen vid Kungliga Tekniska högskolan i Stockholm 1994 och magisterexamen vid The Bartlett School of Architecture vid University College London (UCL) 1997. 
Betancour var lärare på School of Architecture vid University of East London 1997–2000, vid The Bartlett School of Architecture 1998–2003 och på Kungliga Tekniska högskolan 1997–2007. Hon har också varit praktiserande arkitekt. Hon har främst forskat om nya organisationsmönster, social och kulturell representation, delaktighetsprocesser och nya former för planering.
Åren 2008–2014 var Ana Betancour professor i stadsbyggnad vid Arkitekturskolan vid Chalmers tekniska högskola i Göteborg. Från november 2014 till september 2019 var hon rektor/prefekt för Arkitekthögskolan vid Umeå universitet, där hon fortsatt är verksam som professor i arkitektur.